# Чистопольский (Кемеровская область)
Чистопо́льский — посёлок в Мариинском районе Кемеровской области. Входит в состав Первомайского сельского поселения.

## География
Центральная часть населённого пункта расположена на высоте 227 метров над уровнем моря.

## Население
По данным Всероссийской переписи населения 2010 года, в посёлке Чистопольский проживает 97 человек (52 мужчины, 45 женщин).